# Годон (аббат Новалезы)
Годон (Годо; фр. Godon, Godo, итал. Godone; умер не позднее 739) — первый настоятель аббатства в Новалезе (726 — не позднее 739); местночтимый святой (день памяти — 19 января).

## Биография
Основными историческими источниками о Годоне являются составленная 30 января 726 года хартия и написанная в XI веке «Новалезская хроника».
О происхождении и ранних годах жизни Годона сведений не сохранилось. В 726 году стараниями правителя Морьена и Сузы Аббона было основано Новалезское аббатство. Его первым настоятелем по инициативе епископа Валхуна и с согласия основателя обители был избран Годон. Аббон, обладавший обширными поместьями на территории современных Прованса и Савойи, щедро одарил основанную им обитель. В том числе, Новалезскому аббатству были переданы поместья вблизи Сузы. Среди прочих привилегий, дарованных братии новой обители, было и право избирать настоятеля, не получая на это согласия епископа Сузы.
Об управлении Годоном аббатством известно не очень много. Сообщается, что он ввёл в обители бенедиктинский устав и строго следил за его исполнением.
Дата смерти Годона точно не известна. Вероятно, он скончался не позднее 5 мая 739 года, когда аббатом Новалезы был уже Аббон.
Годон почитается как местночтимый святой. Вероятно, его почитание в управляемом им аббатстве оформилось ещё во времена Раннего средневековья. В завещании Аббона аббат Годон упомянут с эпитетом «Достопочтенный» (лат. Venerable), а в «Новалезской хронике» он уже назван «святым». День его памяти — 19 января.